# Squillace
Squillace, romarnas Scylacium, är en ort och kommun i provinsen Catanzaro i regionen Kalabrien i Italien, nära en viken  Golfo di Squillace i Joniska havet. Kommunen hade 3 652 invånare (2018).
Squillace är ett biskopssäte och Cassiodorus födelseort. Kejsar Otto II blev 982 i grund slagen av saracenerna vid Squillace. Scylacium var ursprungligen en grekisk stad, omnämnd första gången 415 f.Kr. Den blev romersk koloni 122 f.Kr.